# عزت جدوع
عزت جدوع (انگلیسی: Ezzat Jadoua؛ زادهٔ ۱۶ ژانویهٔ ۱۹۸۳) یک بازیکن فوتبال اهل قطر است.

## باشگاهی
از باشگاه‌هایی که در آن بازی کرده‌است می‌توان به السد، الاهلی قطر، العربی قطر، الخور، و المعیذر اشاره کرد.

## تیم ملی
وی همچنین در تیم ملی فوتبال قطر بازی کرده است.